# Gero (Werden)
Gero war wahrscheinlich von 1052 bis 1059 Abt von Werden und Helmstedt. Nach spätmittelalterlichen Angaben soll er jedoch dreizehn Jahre, also von etwa 1050 bis 1063, regiert haben.

## Leben
Er stammte nach Angaben aus dem 15. und 16. Jahrhundert  aus der Familie von Friemersheim. Klar ist, dass seine Eltern Besitz in Duissern und Duisburg hatten. 
Vor seiner Abtswahl war er Propst in Werden. Zu seiner Zeit wurde die alte aus karolingischer Zeit stammende Krypta, die mittlerweile vom Einsturz bedroht war, erneuert. Der Abt ließ eine Außenkrypta errichten. Diese bezog das Grab des heiligen Liudger in den Baukomplex der Klosterkirche mit ein. Im Jahr 1059 wurde von Erzbischof Anno II. an der Stelle eines älteren Altars am Grab des Heiligen ein Dreifaltigkeitsaltar geweiht. Auch die Gesamtkrypta wurde von diesem geweiht.
Eine Urkunde, die Anno II. auf Drängen Geros im Auftrag Heinrichs III. angeblich 1056 ausstellte, hat sich als Fälschung erwiesen. Als echt haben sich zwei Urkunden von 1052 und 1055 herausgestellt. Diese lassen gewisse Schlüsse über auf einen Ausbau der Grundherrschaft gerichtete Besitzpolitik  Geros zu. 
Im Jahr 1059 stiftete er sein Anniversar. Nach einhelliger Meinung soll der 15. März sein Todestag gewesen sein. 